# Koryaginus polinae
Koryaginus polinae  (лат.) — вид жуков из семейства блестянок (Nitidulidae). Единственный вид рода Koryaginus Kirejtshuk, 1990. Эндемик Австралии.

## Описание
Мелкие одноцветно красновато-коричневые жуки: длина самцов 5,2 мм, ширина — 1,6 мм, высота — 0,9 мм.
Усики состоят из 11 члеников (с удлинённой и заострённой у вершины булавой). В целом, антенны чуть короче ширины головы. Усиковые бороздки глубокие и широкие. Голова выпуклая с эллиптическим поперечным ментумом. Голени широкие уплощённые, без шпор. Передняя пара голеней короче, чем средние и задние. Тело блестящее. Предположительно, как и другие представители трибы Lawrencerosini (например, Koryaga myrmecophila), являются облигатными мирмекофилами (Кирейчук, 1990). Название дано в честь Полины А. Кирейчук. Описание было сделано (по самцу, найденному в штате Квинсленд, Австралия) российским колеоптерологом Александром Георгиевичем Кирейчуком (Зоологический институт РАН).

## Этимология
Видовая часть названия происходит от имени Полины А. Кирейчук.